# 济北街道
济北街道，是中华人民共和国山東省济南市济阳区下辖的一个乡镇级行政单位。

## 行政区划
济北街道下辖以下地区：
马家社区、徐家社区、朱家社区、姚家社区、陈家社区、三官社区、丁刘社区、于谦社区、洪楼社区、杨井社区、正安社区、龙海社区、西八里村社区、菅家村社区、尚家村社区、五里后社区、毛官社区、王李社区、小池家社区、王荣社区、王奎楼村、囤家村、杨家村、东田家村、马官寨村、马店村、北闫家村、西王村、东王村、蔡家村、杨尧村、前牛村、南邢家村、后牛村和葛家村。